# Lennart Persson (justitieråd)
Lennart Persson, född 28 februari 1922 i Åsele, död 4 april 2018 i Täby, var en svensk jurist.
Lennart Persson blev jur.kand. vid Uppsala universitet 1947, gjorde tingstjänstgöring 1948–1950 och utnämndes till fiskal i Svea hovrätt 1951. Han var vattenrättssekreterare i Österbygdens vattendomstol 1953–1957 och blev assessor i Svea hovrätt 1958. Persson var sakkunnig i Jordbruksdepartementet 1959–1960 och i Justitiedepartementet 1967–1971. Han var vattenrättsdomare vid Nedre Norrbygdens vattendomstol 1962–1971 och därefter hovrättslagman i Svea hovrätt 1971–1976.
Lennart Persson var justitieråd 1976–1989.